# Birgittaföreningen
Birgittaföreningen är en förening grundad 1907 i Malmö med uppgift att sprida romersk-katolska skrifter på svenska.
Föreningen har utgivit en mängd böcker, däribland Kyrkans historia. En läro- och läsebok (1924). Sätet förlades senare till Stockholm. Bland dess ordförande märks den påvlige kammarherren Gustaf Armfelt.